# Ethel Clayton
Ethel Clayton (Champaign, Illinois, 8 de noviembre de 1882–Oxnard, 6 de junio de 1966) fue una actriz teatral y cinematográfica estadounidense, activa principalmente en la época del cine mudo.

## Biografía

### Carrera
Nacida en Champaign, Illinois, Clayton debutó en la pantalla en 1909 con el corto Justified. Ella alternó sus primeras actuaciones en el cine con una floreciente carrera teatral. En la escena intervino principalmente en musicales y revistas como The Ziegfeld Follies of 1911. Esas actuaciones indicaban que ella tenía talento como cantante, faceta que Clayton no pudo aprovechar a lo largo de su abundante trabajo en el cine mudo. 
En 1912 actuó en "The Country Boy", pieza representada en el Lyceum Theatre, en Rochester (Nueva York), y en la película For the Love of a Girl, film dirigido por Barry O'Neil y protagonizado por Harry Myers, Charles Arthur, y Peter Lang. Otros directores para los que trabajó son William C. deMille, Robert G. Vignola, George Melford, Donald Crisp, Dallas M. Fitzgerald, y Clifford Sanforth. 
Como muchos otros intérpretes del cine mudo, la carrera de Clayton se vio dañada por la llegada del cine sonoro. Aun así, ella continuó su carrera haciendo pequeños papeles en el cine hasta retirarse en 1948. En total, actuó en más de 190 producciones.

### Vida personal
Clayton se casó por vez primera con el actor y director Joseph Kaufman, con el que permaneció unida hasta el fallecimiento del cineasta a causa de la pandemia de gripe de 1918. Ella se casó después con el actor de cine mudo Ian Keith, del que se divorció, y con el que volvió a casarse y divorciarse. En ambos casos Clayton acusó a Keith de crueldad y alcoholismo. Su primera boda con Keith tuvo lugar en Minneapolis, Minnesota.
Ethel Clayton falleció en 1966 en el St. John's Hospital de Oxnard, California, a los 83 años de edad. Fue enterrada en el Cementerio Ivy Lawn Memorial Park en Ventura (California).
Por su contribución a la industria del cine, a Ethel Clayton se le concedió una estrella en el Paseo de la Fama de Hollywood, en el 6936 de Hollywood Boulevard.

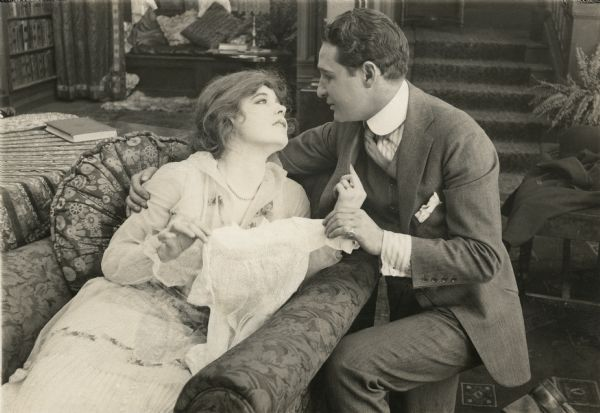
Con su marido, Joseph Kaufman, en A Woman Went Forth (1915)
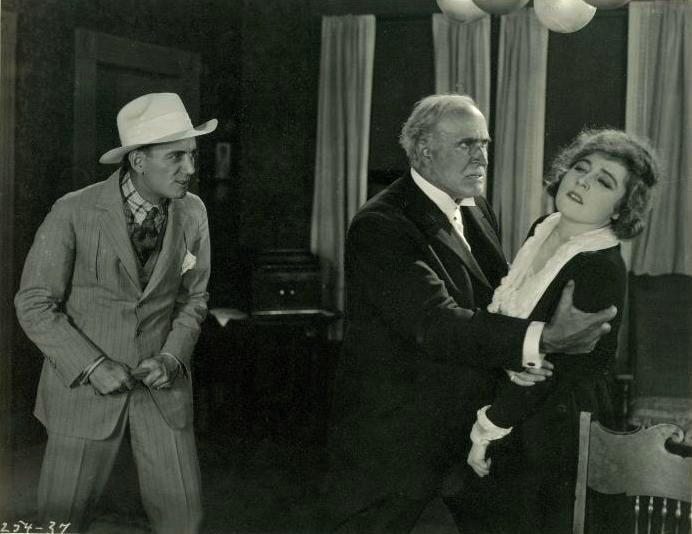
Con Charles West (izq.) y Theodore Roberts en The Girl Who Came Back (1918)
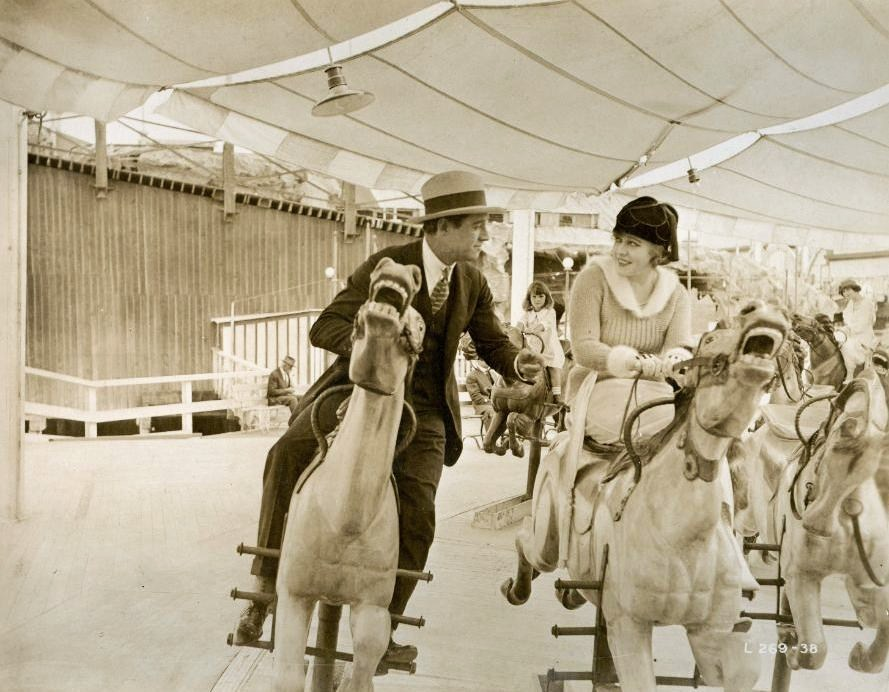
Con Elliott Dexter en Maggie Pepper (1919)
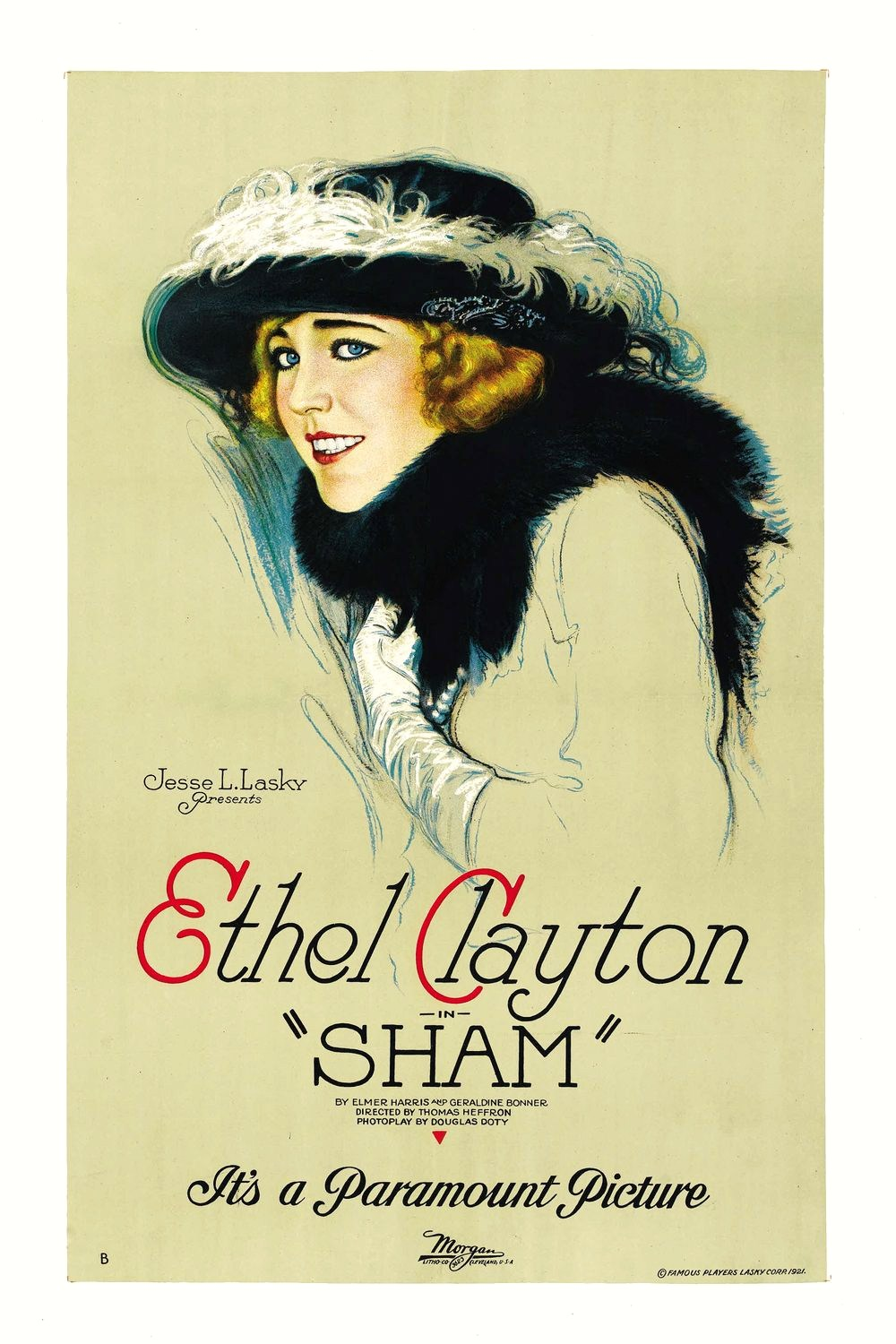
Clayton en Sham (1921)
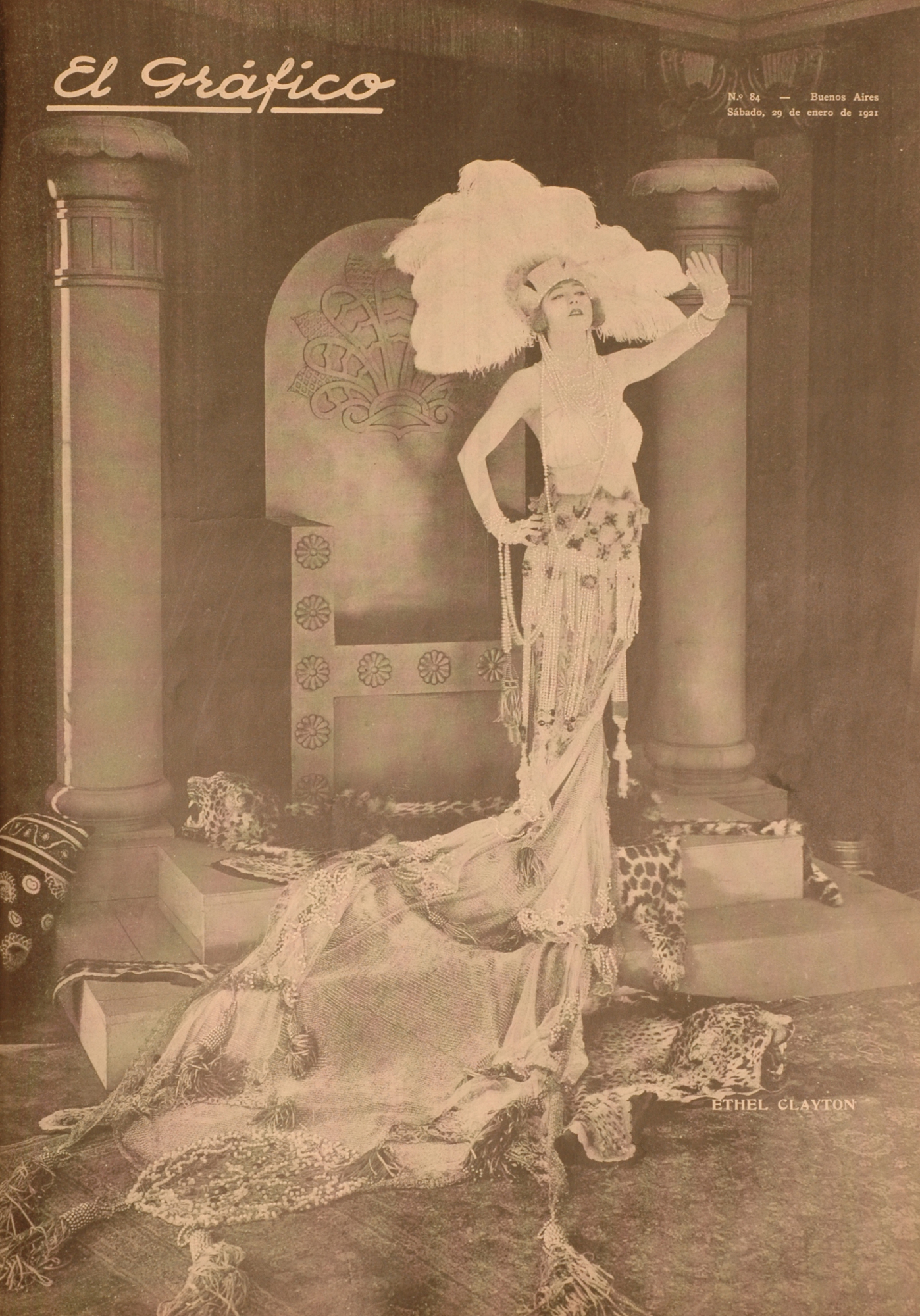
Clayton en la portada de El Gráfico (1921)

## Teatro en Broadway (íntegro)
- 1909 : His Name on the Door, de Lawrence Mulligan
- 1911 : Ziegfeld Follies of 1911, de Maurice Levi, Raymond Hubbell y George V. Hobart
- 1912 : The Brute, de Frederic Arnold Kummer
- 1914 : The Red Canary, de Harold Orlob, Will B. Johnstone, William Le Baron y Alexander Johnstone
- 1915 : Nobody Home, de Jerome Kern, Guy Bolton y Paul Rubens
- 1917 : You're in Love, de Rudolf Friml, Otto Harbach y Edward Clark
- 1918 : Fancy Free, de Augustus Barratt, Dorothy Donnelly y Edgar Smith

## Selección de su filmografía
- 1909 : Justified, de Tom Ricketts
- 1913 : Friend John, de Arthur V. Johnson
- 1914 : The Catch of the Season, de Harry Myers
- 1915 : The Great Divide, de Edgar Lewis
- 1915 : A Woman Went Forth, de Joseph Kaufman
- 1916 : His Brother's Wife, de Harley Knoles
- 1916 : A Woman's Way, de Barry O'Neil
- 1917 : The Web of Desire, de Émile Chautard
- 1918 : The Girl Who Came Back, de Robert G. Vignola
- 1919 : Maggie Pepper, de Chester Withey
- 1920 : Young Mrs. Winthrop, de Walter Edwards
- 1920 : Crooked Streets, de Paul Powell
- 1920 : The Sins of Rosanne, de Tom Forman
- 1921 : The Price of Possession, de Hugh Ford
- 1921 : Beyond, de William Desmond Taylor
- 1921 : Sham, de Thomas N. Heffron
- 1922 : Her Own Money, de Joseph Henabery
- 1922 : If I Were Queen, de Wesley Ruggles
- 1922 : The Cradle, de Paul Powell
- 1923 : Can a Woman Love Twice?, de James W. Horne
- 1925 : Wing of Youth, de Emmett J. Flynn
- 1925 : Lightnin’, de John Ford
- 1925 : The Mansion of Aching Hearts, de James P. Hogan
- 1926 : The Bar-C Mystery, de Robert F. Hill
- 1926 : Risky Business, de Alan Hale, Sr.
- 1927 : The Princess on Broadway, de Dallas M. Fitzgerald
- 1928 : Mother Machree, de John Ford
- 1930 : Hit the Deck, de Luther Reed
- 1932 : Hotel Continental, de Christy Cabanne
- 1932 : Thrill of Youth, de Richard Thorpe
- 1932 : The Crooked Circle, de H. Bruce Humberstone
- 1933 : Secrets, de Frank Borzage
- 1933 : The Whispering Shadow, de Colbert Clark y Albert Herman (serial)
- 1937 : Make Way for Tomorrow, de Leo McCarey
- 1937 : Rich Relations, de Clifford Sanforth
- 1937 : Souls at Sea, de Henry Hathaway
- 1937 : Wells Fargo, de Frank Lloyd
- 1938 : The Buccaneer, de Cecil B. DeMille
- 1938 : You and Me, de Fritz Lang
- 1938 : If I Were King, de Frank Lloyd
- 1939 : Ambush, de Kurt Neumann
- 1941 : West Point Widow, de Robert Siodmak
- 1942 : El mayor y la menor, de Billy Wilder
- 1947 : The Perils of Pauline, de George Marshall